# Lever de soleil
 (novembre 2020).
Si vous disposez d'ouvrages ou d'articles de référence ou si vous connaissez des sites web de qualité traitant du thème abordé ici, merci de compléter l'article en donnant les références utiles à sa vérifiabilité et en les liant à la section « Notes et références ».

Animation d'un lever de Soleil.

Les moments de la journée.

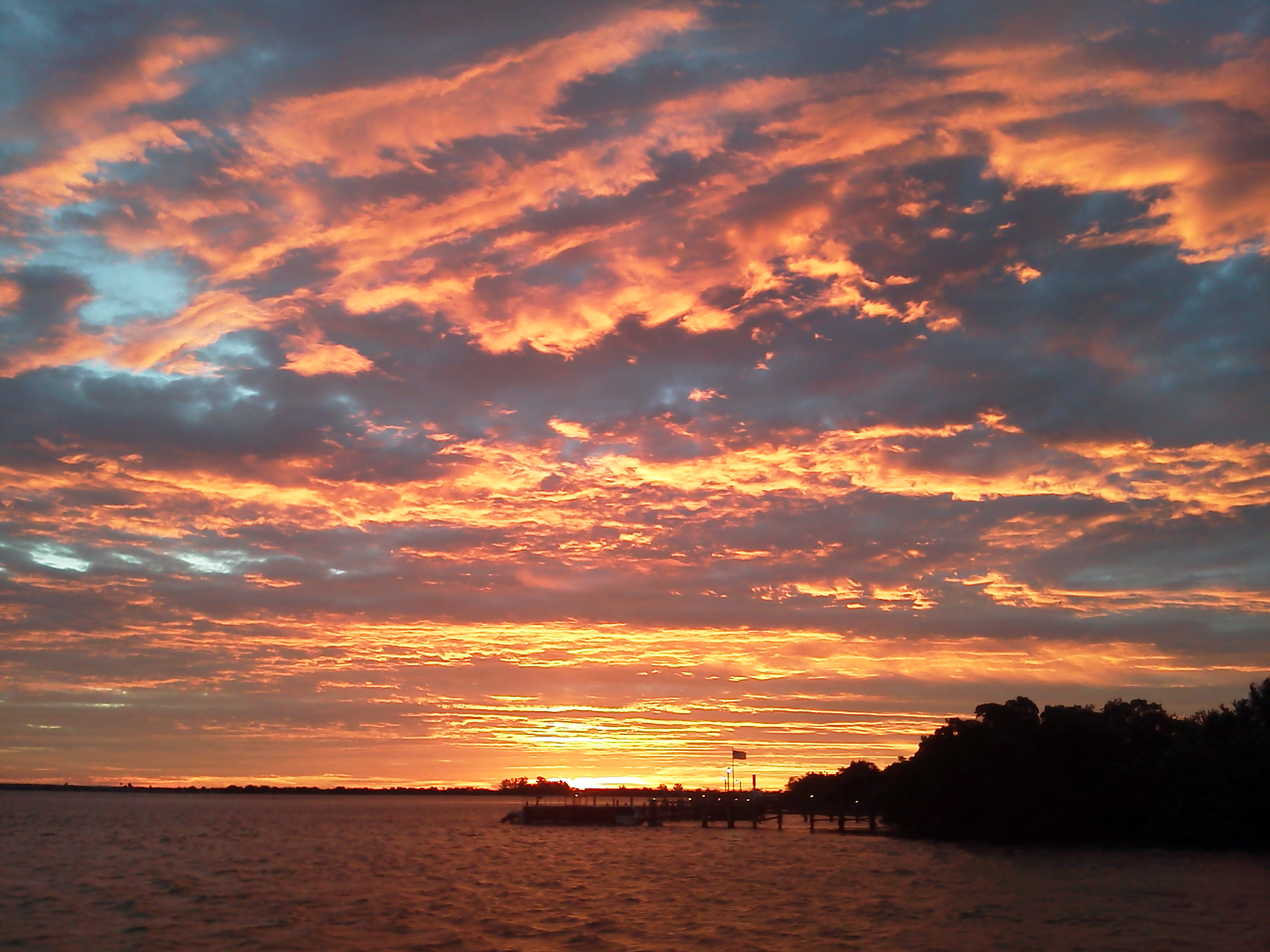
Le Soleil se lève sur le port Placida (Floride).

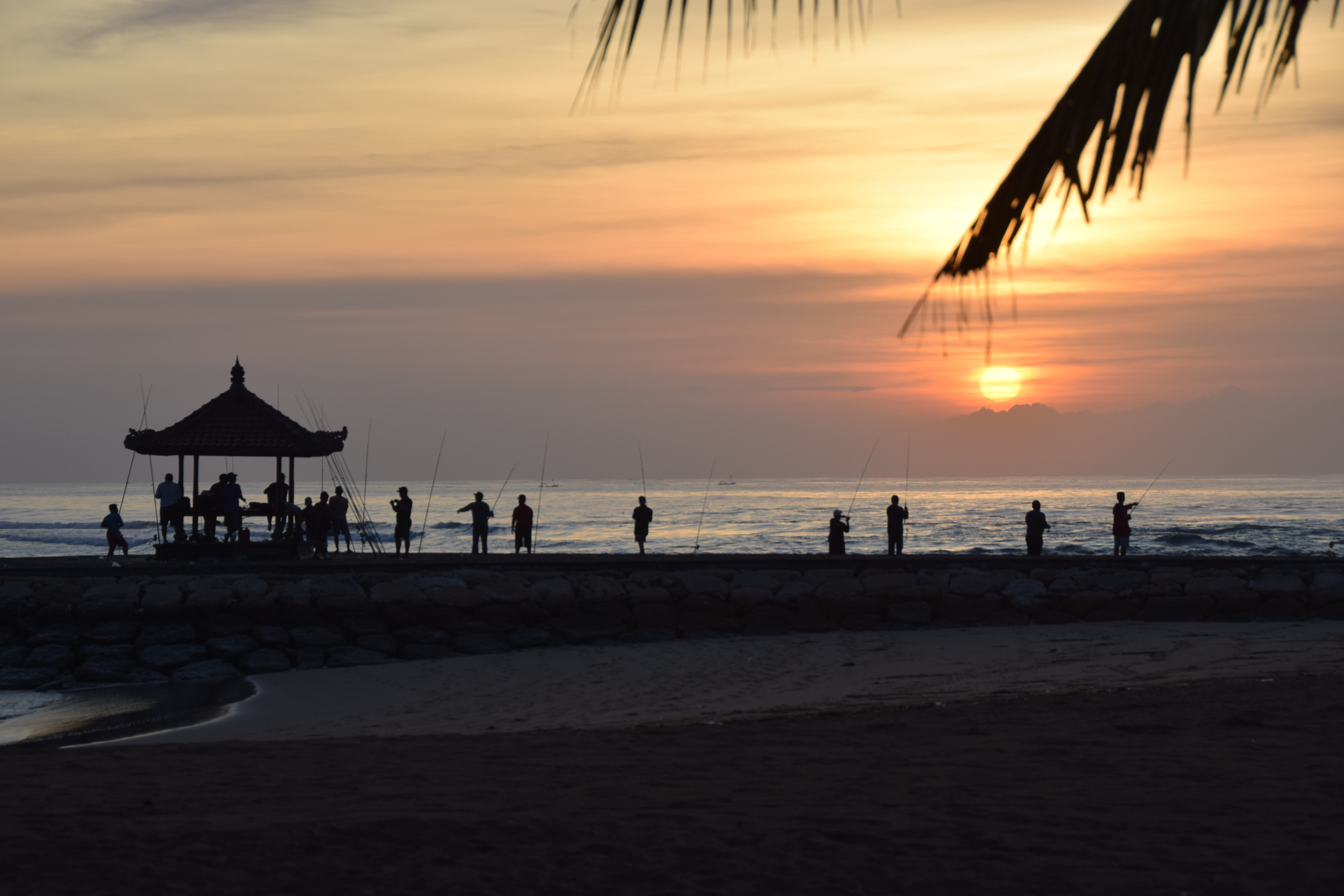
Lever de Soleil sur la plage de Nusa Dua à Bali.

Le lever de soleil — ou le lever du Soleil — est la période du jour où, pour un observateur situé à la surface d’un astre du Système solaire — astre en rotation propre sur son axe, planète ou non —, le Soleil apparaît progressivement au-dessus de l'horizon. Dans le cas particulier de la Terre il se lève à l'est, il s'agit ainsi d'un phénomène visible par un observateur situé sur un point donné de la surface du globe terrestre.
Le lever du Soleil est précédé de l'aube, période pendant laquelle le ciel commence à s'éclairer. Le moment où le bord supérieur du Soleil apparaît à l'horizon est l'aurore (ou les aurores), bref passage de l'aube au lever du Soleil. Il s'achève lorsque l'intégralité du disque solaire est visible.
Dans l’Univers plus généralement, ailleurs que dans le Système solaire, pour un astre gravitant autour d’une étoile donnée — astre ayant en outre un mouvement de rotation propre autour de son axe —, on parlera de lever de l’étoile considérée.

## Horaire

### Causes astronomiques
Du fait de l'inclinaison de l'axe terrestre et de l'excentricité de son orbite, l'heure de lever du Soleil varie tout au long de l'année, et dans des proportions différentes suivant la latitude du lieu, des conséquences de l'équation du temps du lieu d'observation, ainsi que de la durée totale du jour.
On considère généralement que le lever de Soleil se produit lorsque le bord supérieur de l'étoile apparaît au-dessus de l'horizon. En revanche, les éphémérides donnent le moment où le centre du Soleil le franchit, ce qui se produit en général une à deux minutes après. L'heure de lever de soleil dépend également de l'altitude.

### Atmosphère
Par réfraction du Soleil dans l'atmosphère, son lever s'effectue plus tôt que sur un corps céleste qui en serait dépourvu.

### Latitude
Près de l'équateur, les variations de l'heure de lever du Soleil reproduisent celles de l'équation du temps en oscillant de plusieurs minutes autour d'une valeur moyenne, mais deux fois par an : l'heure du lever décroît de mi-février à mi-mai, puis croît jusqu'à la fin juillet avant de décroître jusqu'au début novembre et croître jusqu'à la mi-février de l'année suivante. Le Soleil se lève au plus tôt vers le début novembre et le lever le plus tardif se produit vers le 10 février, mais il y a moins d'une demi-heure d'écart entre ces deux horaires.
Vers 5° de latitude, le Soleil se lève le plus tôt deux fois dans l'année, vers la fin mai et la fin octobre. Au-delà, l'horaire du lever tend à n'osciller qu'une seule fois dans l'année pour globalement devenir plus tardive en été et en automne et inversement en hiver et au printemps. Vers 14° de latitude, il existe une période (septembre dans l'hémisphère nord, avril dans l'hémisphère sud) où le Soleil se lève à peu près à la même heure tous les jours.
Aux latitudes moyennes, le Soleil se lève de plus en plus tôt en hiver et au printemps. Les variations de l'heure de lever ralentissent ensuite progressivement et le Soleil finit par se lever de plus en plus tard tout au long de l'été et de l'automne. Cependant, les levers les plus tardifs et les plus tôt n'ont pas lieu aux solstices : dans l'hémisphère nord, le Soleil se lève au plus tard début janvier et au plus tôt vers la mi-juin. La différence entre les deux horaires atteint plusieurs heures.
Aux latitudes élevées, au-delà du cercle polaire arctique et antarctique, il existe une période où le Soleil reste constamment au-dessus de l'horizon et une autre où il est situé en dessous de l'horizon. Dans les deux cas, le lever de Soleil ne se produit plus.

Libreville, Gabon, est située près de l'équateur : l'heure du lever de Soleil croît et décroît deux fois par an, mais les variations ne dépassent pas une demi-heure.
Dakar, Sénégal, est située par 14,7° de latitude nord : en septembre, l'horaire de lever marque une pause avant de devenir à nouveau plus tardif.
Paris, France : l'heure du lever croît et décroît une fois par an. Le lever le plus tardif a lieu vers le 1er janvier ; le plus tôt vers le 17 juin, 4 heures plus tôt.
Narvik, Norvège, au-delà du cercle polaire arctique : le Soleil reste au-dessus de l'horizon de fin mai à mi-juillet et ne se lève plus de début décembre à début janvier.

## Orientation
Du fait de l'inclinaison de l'axe de la Terre, les levers de Soleil se produisent toujours dans le quadrant nord-est entre l'équinoxe de mars et celui de septembre, et dans le quadrant sud-est entre l'équinoxe de septembre et celui de mars.
L'azimut du Soleil au lever n'est réellement égal à l'est qu'aux équinoxes ; pendant le reste de l'année, il évolue au sud et au nord de cette position.

## Couleur

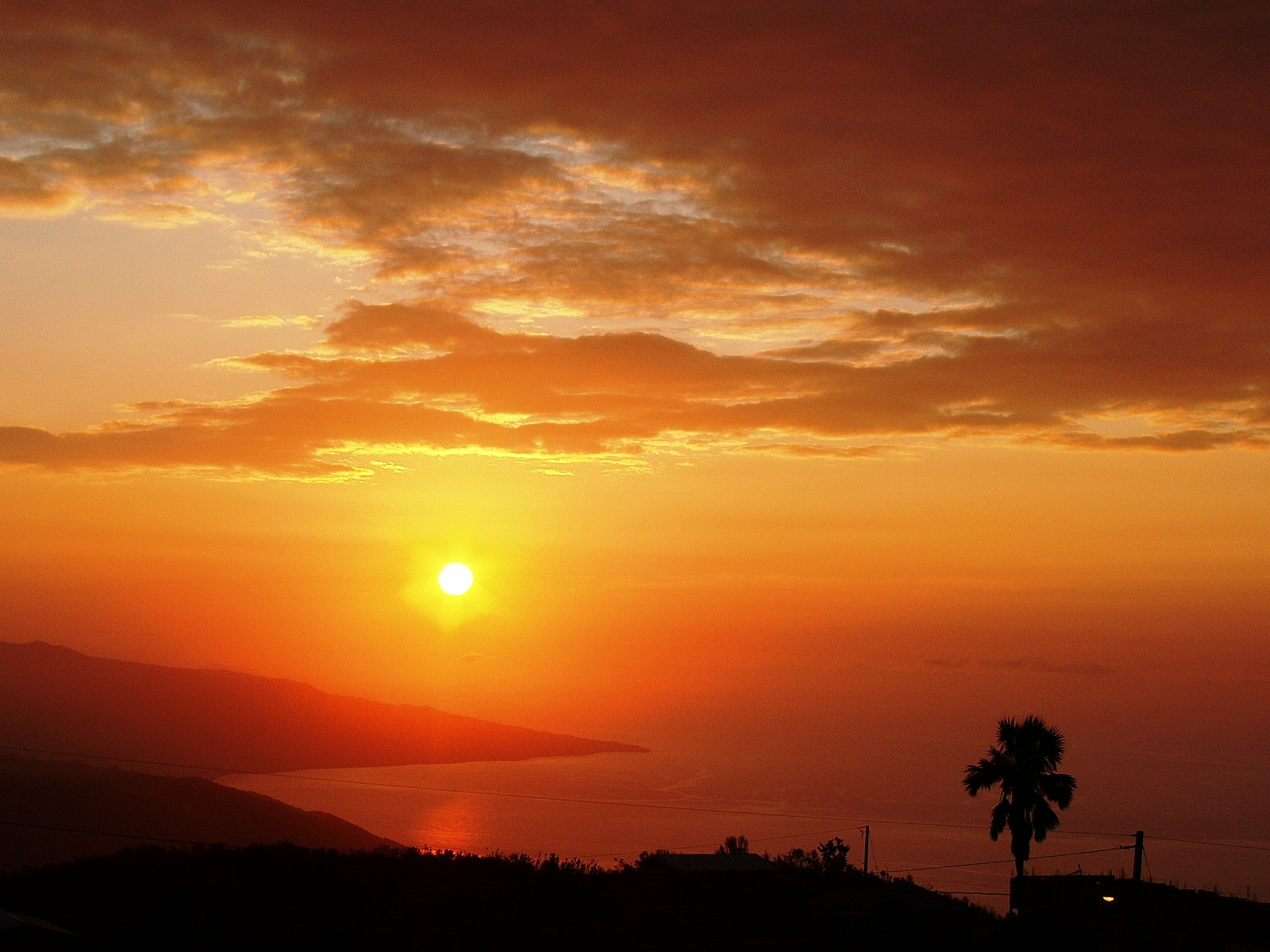
Lever de Soleil en Jamaïque.

La couleur du ciel, pendant toute la durée du jour, est provoquée par diffusions Rayleigh et Mie de la lumière solaire dans l'atmosphère.

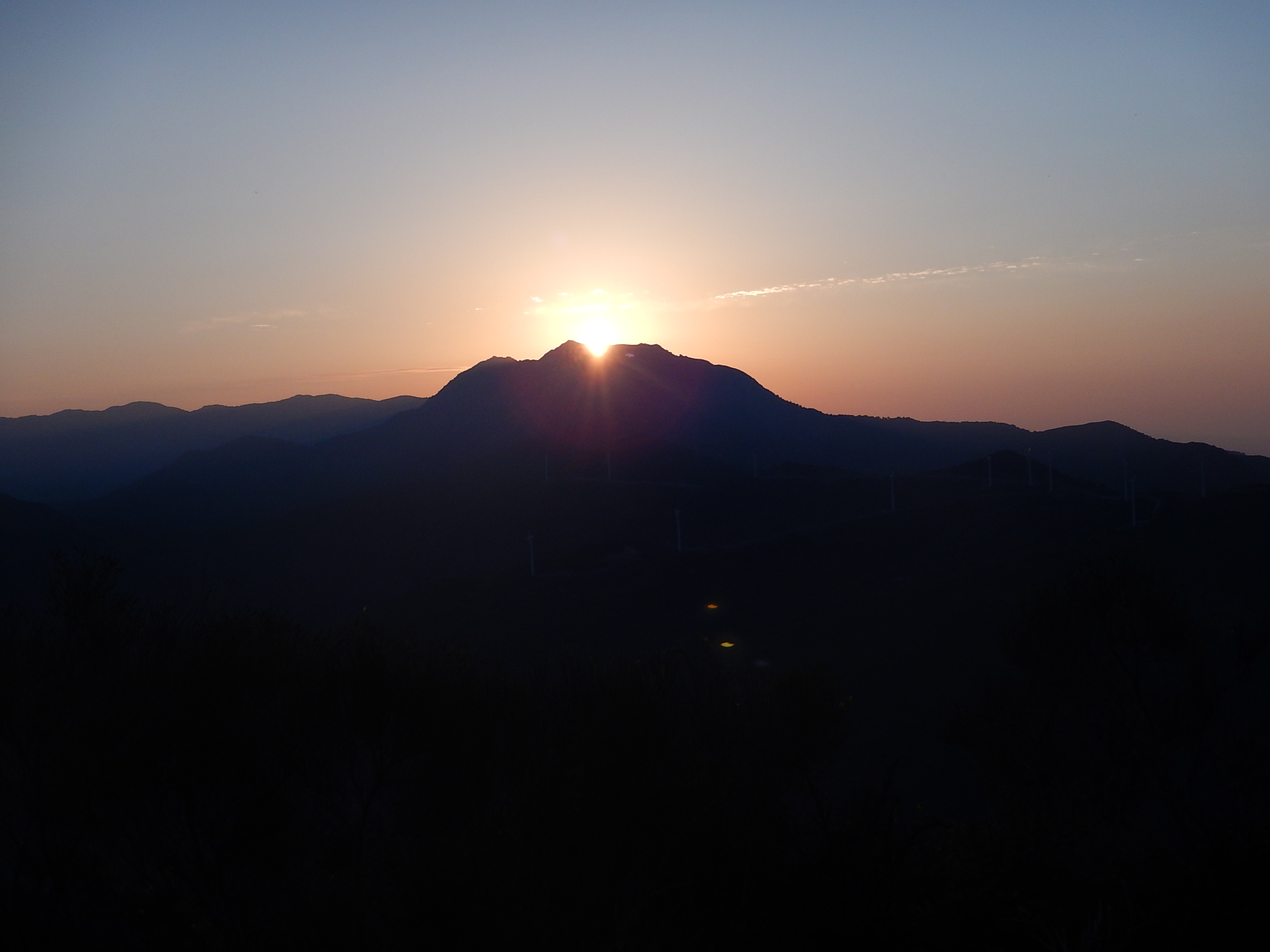
Lever de Soleil sur la Montagna di Vernà vu de Fondachelli-Fantina (Sicile).

La diffusion Rayleigh provoque les teintes bleues, violettes et vertes du ciel. Les couleurs caractéristiques du lever de Soleil sont causées par diffusion de Mie de sa lumière par les particules de poussière, suie, fumée et cendre en suspension dans l'atmosphère : lorsque le Soleil est près de l'horizon, sa lumière traverse une plus grande épaisseur d'atmosphère et est donc plus susceptible d'être diffusée.
Du fait de la réfraction de sa lumière par l'atmosphère, le lever de Soleil peut être précédé d'un rayon vert, voire bleu.